# Waterloo (Carolina del Sud)
Waterloo è un comune degli Stati Uniti d'America, situato in Carolina del Sud, nella Contea di Laurens.